# 大野電気
大野電気株式会社（おおのでんき かぶしきがいしゃ）は、大正後期から昭和戦前期にかけて、現在の愛知県新城市大野、かつての八名郡大野町に存在した電力会社である。
三輪電気株式会社の社名で1919年（大正8年）に設立。1912年（明治45年）に開業した大野製材合資会社の電気事業を譲り受け、大野町とその周辺において小規模ながら電気の供給にあたった。1939年（昭和14年）、三遠南信地域の中心事業者中央電力に統合され解散した。

## 歴史

### 前身・大野製材時代
1909年（明治42年）1月、豊橋市の豊橋電気によって、豊橋方面に送電する発電所が置かれた南設楽郡作手村大字保永（現・新城市作手保永）の見代集落に電灯がつけられた。これが奥三河で最初の電灯である。3年後の1912年（明治45年）3月末には同じく豊橋電気の手によって南設楽郡新城町（現・新城市）での配電工事も完成した。
新城町の東北、豊川水系宇連川（三輪川）の東岸には八名郡大野町（現・新城市大野）がある。ここは豊川・宇連川左岸にあたる八名郡内で唯一の市街であった。大野町における電気供給事業は、1911年（明治44年）4月11日付で字滝久保にある大野製材合資会社（代表者伴家浅吉）が事業許可を得たことを発端とする。大野製材は1908年（明治41年）創業の製材工場で、町内を流れる宇連川支流阿寺川の水力を利用し操業していた。兼営の電気事業はこの水力設備を転用して工場を操業しない夜間に最大7キロワットの水力発電をなすことで町内に配電する、というものであり、翌1912年4月26日に開業した。この当時は八名郡で唯一の電気事業であった。
開業から7年経った1919年（大正8年）時点でも大野製材の電源は7キロワットの水力発電所のみで、供給区域も大野町内に限られる。同年の供給成績は電灯需要家数225戸・取付灯数414灯であった。

### 大野電気移行後
1919年時点の八名郡内では、豊橋電気の事業を一部譲り受けて開業した東三電気が南部を、静岡県側に本社を置く遠三電気が中部を供給区域とするようになっていた。残る郡北端の七郷村（現・新城市）は、北隣の北設楽郡三輪村（現・新城市および東栄町三輪）とともに「三輪電気株式会社」の供給区域に入った。同社は1919年10月5日付で大野町字山伏通62番地に資本金10万円で設立。大橋正太郎（大野町の農家・資産家、大野銀行頭取）が代表を務める。新設の三輪電気は1919年12月に大野製材合資会社の電気事業を譲り受け、翌1920年（大正9年）6月25日付で「大野電気株式会社」へと改称した。
1920年12月、大野電気は葭ケ滝発電所の運転を開始した。これに伴い製材工場併設の旧発電所は廃止されている。新発電所は宇連川右岸、南設楽郡長篠村（現・新城市）の柿平駅近くに位置し、宇連川から取水して28キロワットを発電する。周辺の長篠村柿平・槙原地区は遠三電気の供給区域であるが、大野電気からの受電により供給された。隣接する三輪村内では大野電気直営で1921年（大正10年）から供給が開始される。一方七郷村では工事費用負担をめぐって村との合意に至らず、村では「七郷電気利用組合」という産業組合を組織して自家用水力発電所を建設し独自に供給したため、大野電気による供給は行われなかった。
1924年（大正13年）1月、矢作川水系での電源開発を手掛ける矢作水力が南設楽郡鳳来寺村大字玖老勢（現・新城市玖老勢）に鳳来寺変電所を建設した。当初は大野電気に対する電力供給専用の変電所であり、大野電気には30キロワットの電力が送電された。矢作水力からの受電開始によって葭ヶ滝発電所とあわせ大野電気の供給電力は計58キロワットとなった。以後供給力の変動はない。
1930年代後半に入ると、1939年（昭和14年）の日本発送電設立に至る電力国家管理の流れの中で小規模事業者の整理・統合が国策と定められたのを機に、全国的に事業統合が活発化した。愛知・静岡・長野の3県にまたがる三遠南信地域では、東三電気の事業を引き継いでいた三河水力電気（東邦電力傘下）が中央電力へと発展、事業統合の中核となる。大野電気も事業統合の対象とされ、1939年3月20日付で逓信省から事業譲渡認可を得、同年4月に中央電力へその事業を譲渡した。登記によると大野電気は1939年3月31日付で解散し、同年6月26日付で清算事務を結了した。

## 供給区域
1937年12月末時点における大野電気の供給区域は以下の愛知県内4村であった。
- 八名郡大野町（現・新城市）
- 南設楽郡長篠村の一部（同上）
- 南設楽郡鳳来寺村の一部（同上）
- 北設楽郡三輪村（現・新城市および東栄町）

1938年11月末（下期末）時点での供給成績は、電灯需要家774戸・灯数1648灯（ほかに無料灯35灯あり）、電力供給26.0キロワット、電熱その他供給4.0キロワットであった。

## 発電所
大野電気が運転していた発電所は葭ケ滝発電所（よしがたきはつでんしょ）という。所在地は南設楽郡長篠村（現・新城市豊岡）字葭ケ滝で、飯田線柿平駅に隣接する。旧三輪電気の時代から計画され、1920年（大正9年）12月に運転を開始した。
豊川水系宇連川（三輪川）から取水する発電所で、使用水量0.36立方メートル毎秒、有効落差41.6メートルを得て最大28キロワットを発電する。発電設備は酉島製作所製フランシス水車および川北電気製作所製交流発電機各1台であった。発生電力の周波数は50ヘルツに設定された。後に追加された矢作水力からの受電は周波数60ヘルツであり、周波数が混在したため配電線の保守に苦労があったという。
中央電力への統合後、葭ケ滝発電所は1942年（昭和17年）に配電統制令のため中部配電へと出資された。その後1951年（昭和26年）に中部電力へと継承されるが、同社の手により1955年（昭和30年）9月に廃止されている。ただし中部配電時代の1945年（昭和20年）4月より休止中であった。